# چا سو یون
چا سو یون (انگلیسی: Cha Soo-yeon؛ زادهٔ ۱۵ اوت ۱۹۸۱) یک بازیگر سینما اهل کره جنوبی است.